# Abessif
En linguistique, l'abessif est le cas grammatical exprimant l'absence d'une chose. On le désigne également sous le nom de caritif. Il correspond à la préposition française sans.

## Dans les langues finno-ougriennes

### En finnois
En finnois, on exprime l'abessif avec le suffixe -tta pour les voyelles antérieures, et -ttä pour les voyelles postérieures, afin de respecter l'harmonie vocalique. 
raha : argent
rahatta : sans argent
L'abessif tombe progressivement en désuétude, de telle sorte que l'abessif est presque inexistant à l'oral et assez rare à l'écrit. Il est donc remplacé par la préposition ilman : 
ilman rahaa : sans argent (ou plus rarement rahaa ilman)
Mais certains mots sont bien plus souvent utilisés avec l'abessif, comme : 
tuloksetta : en vain
syyttä : sans raison, comme dans Itkin syyttä. : J'ai pleuré sans raison.
Mennä ulos pipotta / hatutta : sortir sans bonnet / sans chapeau
L'abessif est couramment utilisé avec des verbes nominalisés (avec l'affixe -ma- / -mä-) : 
puhu-ma-tta "sans mot dire"
osta-ma-tta "sans acheter"
lukuunottamatta (littéralement « sans prendre dans le nombre ») = « excepté ».
välittä-mä-ttä "sans faire attention"
On peut entendre occasionnellement des formes dans lesquelles ilman et l'ablatif sont combinés, ce qui est perçu comme une faute (il y a débat pour affirmer que c'est une interférence de l'estonien, ou non.

### En estonien
Contrairement à l'abessif finois, l'abessif estonien est utilisé aussi bien à l'oral qu'à l'écrit. On ajoute le suffixe -ta au singulier et au pluriel :
isa « père » → isata « sans père ».
(ilma) autota « sans voiture » (la préposition ilma « sans » est optionnelle).

### Same skolt
Le same skolt n'a pas de préposition concurrençant l'abessif. On rajoute le sufixe -tää ou -taa au singulier et au pluriel : 
Riâkkum veäʹrtää : J'ai pleuré sans raison.
Pour dire « sans + verbe », on ajoute au verbe -ǩâni ou -kani :
Son vuõʹlji domoi mainsteǩâni mõʹnt leäi puättam. : Il est rentré à la maison sans dire pourquoi il/elle était venu. 

### Same inari
L'abessif est marqué par le suffixe -táá, et on ajoute aux verbes -hánnáá, -hinnáá ou -hennáá.

### Autres langues sames
L'abessif n'est pas productif dans les langues sames occidentales, mais peut apparaitre en tant que cranberry morpheme (en).

### Hongrois
En finnois, on exprime l'abessif avec le suffixe -talan pour les voyelles antérieures, et -telen pour les voyelles postérieures, afin de respecter l'harmonie vocalique. Le suffixe devient parfois -tlan ou -tlen.
pénztelen : sans argent (pénz : argent)
hazátlan : sans patrie, apatride (haza : maison, patrie)
Le hongrois utilise aussi la préposition nékül : sans. 
Cukor nélkül iszom a teát. Je bois du thé sans sucre.
Testvér nélkül éltem. Je vivais sans frère et sœur.
Eljöttél Magyarországra a testvéred nélkül? Es-tu venu en Hongrie sans tes frères et sœurs ?

## Dans les langues afro-asiatiques

### Somalien
En somalien, l'abessif se manifeste avec par -laa ou -la :
jeceylaa "amour"
jeelaa "sans amour"
dar "vêtements"
dharla'aan "sans vêtements," c'est-à-dire "nu"

## Dans les langues australiennes

### Martuthunira
En Martuthunira, l'abessif est formé avec les suffixes -wirriwa ou -wirraa :
Parla-wirraa nganarna : nous n'avons pas d'argent (littéralement "argent-sans sommes")

## Dans les langues germaniques
Bien que l'abessif n'existe pas dans ces langues, ce rôle est joué par des préfixes descendants du proto-germanique *-lausaz, ajoutés à un nom commun.
- l'allemand : -los comme dans ziellos « sans but », à partir de Ziel « objectif », « but »,
- l'anglais -less comme dans fearless « sans peur », à partir de fear « peur »,
- le scots -less,
- le frison occidental -leas,
- le frison saterlandais -loos comme dans wulkenloos « sans nuage », « (ciel) dégagé », à partir de Wulke « nuage »,
- le néerlandais -loos comme dans eerloos « sans honneur », à partir de eer « honneur »,
- le bas allemand -los,
- le danois -løs comme dans meningsløs « absurde », littéralement « sans sens », à partir de mening « sens »,
- le norvégien bokmål -løs comme dans barnløs « sans enfant » à partir de barn « enfant »,
- le suédois -lös comme dans ljudlaus « sans son », à partir de ljud « son »,
- l'islandais -laus comme dans heilalaus « sans cerveau », à partir de heili « cerveau ». Note : le nom auquel on ajoute le suffixe -laus doit être au génitif[2]. C'est pourquoi on utilise ici la forme fléchie au génitif heila « du cerveau » pour former heilalaus, et non pas heili qui donnerait une forme incorrecte *heililaus,
- le gotique -𐌻𐌰𐌿𐍃 -laus comme dans 𐌰𐌽𐌳𐌹𐌻𐌰𐌿𐍃 andilaus « sans fin », à partir de 𐌰𐌽𐌳𐌴𐌹𐍃 andeis « fin ».